# يونيك
يونيك (بالألبانية: Junik, Juniku)‏ هي مدينة تقع في مقاطعة جاكوفا في غرب كوسوفو. وفقًا لتعداد عام 2011، فإن عدد سكان المدينة هو 6,053 نسمة.
تقع مدينة يونيك بين ديشاني وغياكوفا على طول حدود كوسوفو الجبلية مع ألبانيا. غالبية سكان المدينة هُم من أصل ألباني. يونيك هي مسقط رأس العديد من الشخصيات البارزة بما في ذلك بطل الملاكمة الأوروبي السابق للوزن الثقيل لوان كراسنيكي.

## أشخاص من المدينة
- لوان كراسنيكي
- روبن كراسنيكي